# Saison 2003-2004 de l'Union sportive Créteil-Lusitanos
Maillots
La saison 2003-2004 de l'Union sportive Créteil-Lusitanos est la neuvième du club val-de-marnais en deuxième division. Il s'agit de la cinquième consécutive depuis la remontée de 1999.

## Avant-saison
La saison précédente a été compliquée pour le club cristolien avec une série de 19 matches sans victoire et un maintien acquis au cours de la dernière journée, l'équipe finissant à la 17e place (premier non-relégable). Durant la saison 2002-2003, l'équipe a connu deux entraîneurs différents, Jean-Michel Cavalli ayant remplacé Noël Tosi au cours de l'hiver. L'intersaison est mouvementée avec de nombreux départs et de nombreuses arrivées. Parmi ces arrivées, on dénote celle de l'ancien gardien de but du Paris Saint-Germain Dominique Casagrande.

## Championnat de Ligue 2
| Date         | N o | Adversaire        | Lieu | Résultat | Buteurs pour l'USCL                                         | Points | Place | Public |
| ------------ | --- | ----------------- | ---- | -------- | ----------------------------------------------------------- | ------ | ----- | ------ |
| 2 août       | 1   | Chamois niortais  | Ext  | 3 - 0    |                                                             | 0      | 20e   | 3 030  |
| 9 août       | 2   | FC Gueugnon       | Dom. | 1 - 1    | Ltifi 69e                                                   | 1      | 19e   | 1 237  |
| 16 août      | 3   | Havre AC          | Ext. | 1 - 1    | Cavalli 44e                                                 | 2      | 17e   | 5 808  |
| 19 août      | 4   | AS Saint-Etienne  | Dom. | 1 - 0    | Théophile 65e                                               | 5      | 13e   | 5 354  |
| 23 août      | 5   | AS Nancy-Lorraine | Ext. | 2 - 0    |                                                             | 5      | 17e   | 4 471  |
| 30 août      | 6   | FC Lorient        | Dom. | 1 - 0    | Queiros 44e                                                 | 8      |       | 1 976  |
| 5 septembre  | 7   | LB Châteauroux    | Ext. | 1 - 3    | Queiros 29e 60e, Théophile 48e                              | 11     |       | 4 433  |
| 13 septembre | 8   | ASOA Valence      | Ext. | 2 - 2    | Becanovic 6e, Correia 87e                                   | 12     |       | 2 730  |
| 20 septembre | 9   | CS Sedan          | Dom. | 0 - 1    |                                                             | 12     |       | 2 625  |
| 27 septembre | 10  | Amiens SC         | Ext. | 1 - 0    |                                                             | 12     |       | 6 723  |
| 4 octobre    | 11  | Clermont Foot     | Dom. | 5 - 1    | Cavalli 21e 62e, Sabin 62e, Théophile (P) 44e, Amirèche 59e | 15     |       | 1 976  |
| 18 octobre   | 12  | FC Rouen          | Ext. | 1 - 1    | Amirèche 27e                                                | 16     |       | 5 189  |
| 25 octobre   | 13  | SM Caen           | Dom. | 0 - 0    |                                                             | 17     |       | 2 060  |
| 1er novembre | 14  | ES Troyes AC      | Ext. | 0 - 0    |                                                             | 18     |       | 6 375  |
| 8 novembre   | 15  | Besançon RC       | Dom. | 1 - 1    |                                                             | 19     |       | 1 596  |
| 29 novembre  | 16  | Grenoble Foot 38  | Ext. | 1 - 1    | Ettori 53e                                                  | 20     |       | 4 137  |
| 3 décembre   | 17  | Stade lavallois   | Dom. | 3 - 0    | Ettori 4e, Théophile 48e, Becanovic 60e                     | 23     |       | 1 495  |
| 7 décembre   | 18  | FC Istres         | Ext. | 2 - 0    |                                                             | 23     |       | 2 142  |
| 20 décembre  | 19  | Angers SCO        | Dom. | 1 - 1    | Rangdet 85e                                                 | 24     |       | 1 672  |
| 10 janvier   | 20  | FC Gueugnon       | Ext. | 1 - 1    | Rangdet 86e                                                 | 25     |       | 3 464  |
| 17 janvier   | 21  | Havre AC          | Dom. | 2 - 3    | Cavalli 1re, Dobo 17e                                       | 25     |       | 1 802  |
| 31 janvier   | 22  | AS Saint-Etienne  | Ext. | 3 - 2    | Théophile 7e, Vida 60e                                      | 25     |       | 12 453 |
| 7 février    | 23  | AS Nancy-Lorraine | Dom. | 1 - 0    | Vida 21e                                                    | 28     |       | 1 743  |
| 14 février   | 24  | FC Lorient        | Ext. | 0 - 3    | Ettori 17e, J. Pérez 38e, Sabin 74e                         | 31     |       | 7 007  |
| 21 février   | 25  | LB Châteauroux    | Dom. | 1 - 0    | Sabin 58e                                                   | 34     |       | 1 698  |
| 28 février   | 26  | ASOA Valence      | Dom. | 2 - 1    | Sabin 30e, Cavalli (P) 59e                                  | 37     |       | 1 474  |
| 6 mars       | 27  | CS Sedan          | Ext. | 4 - 0    |                                                             | 37     |       | 8 643  |
| 13 mars      | 28  | Amiens SC         | Dom. | 1 - 1    | Sabin 5e                                                    | 38     |       | 2 106  |
| 20 mars      | 29  | Clermont Foot     | Ext. | 2 - 0    |                                                             | 38     |       | 5 241  |
| 27 mars      | 30  | FC Rouen          | Dom. | 0 - 0    |                                                             | 39     |       | 1 672  |
| 3 avril      | 31  | SM Caen           | Ext. | 1 - 2    | Vida 76e, Ahodikpe 81e                                      | 42     |       | 12 380 |
| 10 avril     | 32  | ES Troyes AC      | Dom. | 1 - 2    | Rangdet 30e                                                 | 42     |       | 1 770  |
| 17 avril     | 33  | Besançon RC       | Ext. | 0 - 0    |                                                             | 43     |       | 4 222  |
| 24 avril     | 34  | Grenoble Foot 38  | Dom. | 1 - 1    | Vida (P) 54e                                                | 44     |       | 1 631  |
| 8 mai        | 35  | Stade lavallois   | Ext. | 3 - 1    | Vida 28e                                                    | 44     |       | 3 642  |
| 12 mai       | 36  | FC Istres         | Dom. | 0 - 2    |                                                             | 44     |       | 1 771  |
| 16 mai       | 37  | Angers SCO        | Ext. | 2 - 0    |                                                             | 44     |       | 5 540  |
| 22 mai       | 38  | Chamois niortais  | Dom. | 2 - 2    | Rangdet 21e, Dobo 80e                                       | 45     | 12e   | 1 694  |

## Coupes
En tant que club de Ligue 2, l'US Créteil entre en lice au tour préliminaire de la Coupe de la Ligue et au 7e tour de la Coupe de France. Sur les sept matches disputés dans les coupes nationales cette saison, un seul se déroule à domicile : le 8e tour de Coupe de France contre le club de CFA de l'US Ivry, remporté 3-0 par les cristoliens.

### Coupe de la Ligue
| Date         | Tour | Adversaire        | Lieu | Résultat   | Buteurs pour l'USCL         | Public |
| ------------ | ---- | ----------------- | ---- | ---------- | --------------------------- | ------ |
| 23 septembre | 1er  | ES Wasquehal (N)  | Ext. | 1 - 2      | J. Pérez 28e, D. Durand 53e | 756    |
| 28 octobre   | 1/16 | ES Troyes AC (L2) | Ext. | 2 - 1 a.p. | Théophile (P) 95e           | 6 140  |

### Coupe de France
| Date       | Tour | Adversaire          | Lieu | Résultat |
| ---------- | ---- | ------------------- | ---- | -------- |
|            | 8ème | US Ivry (CFA)       | Dom. | 3 - 0    |
| 3 janvier  | 1/32 | US Boulogne (CFA)   | Ext. | 2 - 3    |
| 24 janvier | 1/16 | Besançon RC (L2)    | Ext. | 1 - 3    |
| 11 février | 1/8  | LB Châteauroux (L2) | Ext. | 2 - 0    |

## Effectif
| Gardiens                                                               | Défenseurs | Milieux | Attaquants |
| ---------------------------------------------------------------------- | --- | --- | --- |
| - 1 – Dominique Casagrande - 16 – Thomas Levaux - 30 – Aurélien Rameau | - 27 – Samir Amirèche - 28 – Patrick Blondeau - 4 – Philippe Correia - 20 – Christophe Ettori - 5 – Olivier Frapolli - 15 – Benjamin Genton - 22 – Christel Kimbembe - 2 – Moussa Ouattara - 14 – Sadio Sow | - 18 – Johan Cavalli - 8 – Sébastien Grégori - 23 – Jérôme Pérez - 21 – Alberto Queiros - 6 – Antonio Tavares - 19 – Steeve Théophile | - 11 – Miladin Becanovic - 17 – Yann Dobo - 33 – Dimitri Durand - 7 – Amine Ltifi - Xavier Léon - 10 – Yohann Rangdet - 9 – Cédric Sabin - Paulo Vida - Florin Răducioiu |

Joueurs de l'équipe réserve ayant participé à au moins un match de l'équipe première : 
- Jimmy Jones Tchana
- Christophe Caseiro
- Euloge Ahodikpe
- Rachid Bachiri